# Mountain Studios
Mountain Studios – studio nagraniowe w Montreux w Szwajcarii, którego właścicielem w latach 1979–1993 był zespół Queen.

## Albumy nagrane w studiu
- Queen
  - Jazz (1978)
  - Hot Space (1982)
  - A Kind of Magic (1986)
  - The Miracle (1989)
  - Innuendo (1991)
  - Made in Heaven (1995)
- Roger Taylor
  - Fun in Space (1981)
  - Strange Frontier (1984)
- The Cross
  - Shove It (1988)
  - Mad, Bad, and Dangerous to Know (1990)
- Freddie Mercury & Montserrat Caballé
  - Barcelona (1988)
- Brian May
  - Back to the Light (1992)
- David Bowie
  - Lodger (1979)
  - Tonight (1984)
  - Never Let Me Down (1987)
  - Black Tie White Noise (1993)
  - The Buddha of Suburbia (1993)
  - 1.Outside (1995)
- Iggy Pop – Blah Blah Blah (1986)
- Led Zeppelin – Coda (1982)
- Chris Rea
  - Water Sign (1983)
  - Wired to the Moon (1984)
  - Shamrock Diaries (1985)
  - On the Beach (1986)
- The Rolling Stones – Black and Blue (1976)
- Yes – Going for the One (1977}